# Trumanova doktrína

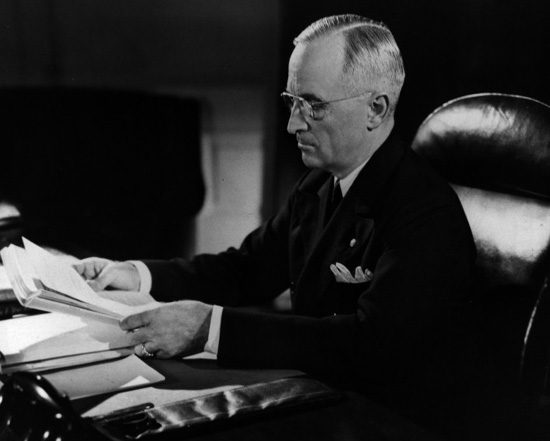
Americký prezident Harry S. Truman

Trumanova doktrína je zahraniční politika USA, která slibuje podporu demokratickým národům proti autoritářským hrozbám. Doktrína vznikla s hlavním cílem zamezit růstu sovětského bloku během studené války. Byla oznámena Kongresu prezidentem Harrym S. Trumanem 12. března 1947 a dále rozvinuta 4. července 1948, kdy slíbil, že se postaví proti komunistickým povstáním v Řecku a sovětským požadavkům vůči Turecku. Obecně doktrína znamenala americkou podporu pro další národy ohrožené Moskvou. Vedla k vytvoření NATO v roce 1949. Historici často považují Trumanův projev před Kongresem z 12. března 1947 za počátek studené války.
Truman řekl Kongresu, že „politikou Spojených států musí být podpora svobodných národů, které se brání pokusům o podmanění ozbrojenými menšinami nebo vnějšími tlaky.“ Truman tvrdil, že protože totalitní režimy nátlakem ovládají svobodné národy, představují automaticky hrozbu pro mezinárodní mír a národní bezpečnost Spojených států amerických. Argumentoval, že pokud Řecko a Turecko nedostanou pomoc, nevyhnutelně vypadnou z americké sféry vlivu a připojí se k sovětskému bloku, což by mělo vážné důsledky pro celou oblast.
Trumanova doktrína se neformálně stala základem americké politiky během studené války v Evropě i ve světě. Posunula americkou politiku vůči Sovětskému svazu z válečného spojenectví na zadržování sovětské expanze, jak to doporučoval diplomat George F. Kennan.

## Zadržování komunismu
V souvislosti s Trumanovou doktrínou se často mluví o „zadržování komunismu“. Šlo svým způsobem o politiku izolacionismu vůči Sovětskému svazu a státům, kterým byl násilně vnucen komunistický režim. Tento pojem použil jako první George Frost Kennan (16. únor 1904 – 17. březen 2005), americký diplomat, historik, politický poradce. Stál u vzniku Trumanovy doktríny i Marshallova plánu. Vystudoval ruskou historii, politiku a také jazyk, od roku 1944 pracoval na velvyslanectví v Moskvě. Na konci roku 1946 poslal ministrovi zahraničí Jamesi Byrnesovi telegram o 8000 slovech, ve kterém byla vytyčena nová strategie diplomatických vztahů vůči SSSR. V červenci 1947 se objevil v časopise Foreign Affairs Kennanův článek (pod pseudonymem X) s názvem The Sources of Soviet Conduct (Zdroje sovětského jednání). Článek začínal úvahou, že je Stalinova politika formována jednak marxismem-stalinismem a jednak Stalinovým odhodláním užívat ideu kapitalistického obklíčení k upevňování vlastní vnitropolitické pozice. Stalin nemohl tento kurz změnit a proto úlohou Západu bylo pevně a vytrvale odolávat expanzivní politice SSSR. USA budou muset toto poslání vzít na sebe samotné, ale nemusí to ohrozit jejich ekonomickou základnu ani politickou stabilitu. Naopak sovětská strana by po období dlouhodobého tlaku měla skončit buď rozpadem nebo postupným rozmělněním moci. Nikde nebylo upřesněno, zda se má nebo nemá jednat o vojenské řešení situace. 

## Churchillův projev ve Fultonu
Dále měl na vznik Trumanovy doktríny nepopiratelný vliv Churchillův projev ve Fultonu 5. března 1946. Předseda vlády Spojeného království Churchill zde varoval před stále většími roztahovačnými tendencemi totalitních režimů. Poprvé použil termín „železná opona“:
„Od Štětína na Baltu až po Terst na Jadranu byla napříč celým kontinentem spuštěna železná opona. Za touto linií leží všechna hlavní města starých států střední a východní Evropy. Varšava, Berlín, Praha, Vídeň, Budapešť, Bělehrad, Bukurešť a Sofie, všechna tato proslulá města i s obyvatelstvem jejich zemí se ocitla v oblasti, kterou musím nazvat sovětskou sférou a všechna jsou vystavena nejen té či oné formě sovětského vlivu, ale i vysoké a v mnoha případech rostoucí míře ovládání z Moskvy. [...] Komunistické strany, které v těchto zemích byly velice malé, získaly postavení a moc zdaleka přesahující počet jejich členů a ze všech sil se snaží prosadit totalitní vládu. Téměř ve všech případech byl nastolen policejní stát a prozatím nikde, s výjimkou Československa, neexistuje skutečná demokracie.“
Winston Churchill také vyzval k uzavření „bratrského svazku anglicky mluvícího lidu“, který by měl převzít zodpovědnost za stávající situaci v Evropě.
Trumanova doktrína byla bezesporu jedním z podnětů ke vzniku studené války. Ukázala také, že Spojené státy jsou připraveny zabránit sovětské expanzi ekonomickou silou.